# Halowe Mistrzostwa Świata w Lekkoatletyce 2004 – skok wzwyż mężczyzn
Skok wzwyż mężczyzn – jedna z konkurencji rozgrywanych podczas halowych mistrzostw świata w lekkoatletyce w 2004. Kwalifikacje odbyły się 5 marca, a finał został rozegrany 6 marca.
Do kwalifikacji zgłoszonych zostało 17 zawodników z 14 państw.
Zawody w tej konkurencji wygrał reprezentant Szwecji Stefan Holm. Drugą pozycję zajął zawodnik z Rosji Jarosław Rybakow, trzecią zaś trzej inni skokczowie – Rumun Ștefan Vasilache, Jamajczyk Germaine Mason oraz Czech Jaroslav Bába.

## Wyniki

### Kwalifikacje
Źródło: 
| Miejsce | Zawodnik           | Państwo           | Wysokość (m) | Wysokość (m) | Wysokość (m) | Wysokość (m) | Wynik | Uwagi |
| Miejsce | Zawodnik           | Państwo           | 2,15         | 2,20         | 2,24         | 2,27         | Wynik | Uwagi |
| ------- | ------------------ | ----------------- | ------------ | ------------ | ------------ | ------------ | ----- | ----- |
| 1.      | Germaine Mason     | Jamajka           | –            | O            | O            | O            | 2,27  | SB    |
| 1.      | Ștefan Vasilache   | Rumunia           | O            | O            | O            | O            | 2,27  |       |
| 1.      | Stefan Holm        | Szwecja           | –            | O            | O            | O            | 2,27  |       |
| 1.      | Jarosław Rybakow   | Rosja             | –            | O            | O            | O            | 2,27  |       |
| 5.      | Jaroslav Bába      | Czechy            | O            | XO           | O            | O            | 2,27  |       |
| 5.      | Hienadzij Maroz    | Białoruś          | O            | O            | XO           | O            | 2,27  |       |
| 7.      | Jamie Nieto        | Stany Zjednoczone | –            | O            | X-           | XO           | 2,27  |       |
| 8.      | Andrij Sokołowśkyj | Ukraina           | –            | O            | O            | XXO          | 2,27  |       |
| 9.      | Adrian O'Dwyer     | Irlandia          | –            | XO           | –            | XXO          | 2,27  |       |
| 10.     | Oskari Frösén      | Finlandia         | O            | O            | O            | XXX          | 2,24  |       |
| 10.     | László Boros       | Węgry             | O            | O            | O            | XXX          | 2,24  | PB    |
| 12.     | Siergiej Klugin    | Rosja             | O            | XO           | O            | XXX          | 2,24  |       |
| 13.     | Rožle Prezelj      | Słowenia          | O            | O            | XO           | XXX          | 2,24  |       |
| 14.     | Tora Harris        | Stany Zjednoczone | O            | XO           | XO           | XXX          | 2,24  |       |
| 15.     | Andrea Bettinelli  | Włochy            | O            | XO           | XXO          | XXX          | 2,24  | SB    |
| 16.     | Joan Charmant      | Francja           | O            | O            | XXX          | –            | 2,20  |       |
| 16.     | Tomáš Janků        | Czechy            | O            | O            | XXX          | –            | 2,20  |       |

### Finał
Źródło: 
| Miejsce | Zawodnik           | Państwo           | Wysokość (m) | Wysokość (m) | Wysokość (m) | Wysokość (m) | Wysokość (m) | Wysokość (m) | Wynik | Uwagi |
| Miejsce | Zawodnik           | Państwo           | 2,20         | 2,25         | 2,29         | 2,32         | 2,35         | 2,41         | Wynik | Uwagi |
| ------- | ------------------ | ----------------- | ------------ | ------------ | ------------ | ------------ | ------------ | ------------ | ----- | ----- |
| 01 !    | Stefan Holm        | Szwecja           | O            | O            | O            | O            | O            | XXX          | 2,35  |       |
| 02 !    | Jarosław Rybakow   | Rosja             | O            | O            | XXO          | O            | XXX          | –            | 2,32  | SB    |
| 03 !    | Germaine Mason     | Jamajka           | O            | O            | –            | XX           | –            | –            | 2,25  |       |
| 03 !    | Jaroslav Bába      | Czechy            | O            | O            | XXX          | –            | –            | –            | 2,25  |       |
| 03 !    | Ștefan Vasilache   | Rumunia           | O            | O            | XXX          | –            | –            | –            | 2,25  |       |
| 6.      | Hienadzij Maroz    | Białoruś          | XO           | O            | XXX          | –            | –            | –            | 2,25  |       |
| 7.      | Andrij Sokołowśkyj | Ukraina           | O            | XO           | XXX          | –            | –            | –            | 2,25  |       |
| 8.      | Adrian O'Dwyer     | Irlandia          | O            | XXO          | XXX          | –            | –            | –            | 2,25  |       |
| 9.      | Jamie Nieto        | Stany Zjednoczone | O            | XXX          | –            | –            | –            | –            | 2,20  |       |